# Boezembrug (Rotterdam)
De Boezembrug is een vaste brug in de Nederlandse stad Rotterdam, onderdeel van de Goudse Rijweg. De Boezembrug verbindt beide oevers van de Boezem. De brug is een rijksmonument en ontworpen door S.J. Rutgers in 1903. De brug verving toen de Hooge Boesem brug.
Civiel-ingenieur Sebald Rutgers, werkzaam bij de gemeente Rotterdam, kwam met een brug in een jugendstilachtige stijl. De brug kent een dekbreedte van achttien meter. De in vier delen gesplitste doorvaart bedraagt zesentwintig meter. De overspanning van gewapend beton wordt gedragen door tien brugpijlers van natuursteen, die twee aan twee staan. Vier pijlers daarvan staan in de walkanten. De pijlers lopen door tot in de balustrades/leuningen. Die leuningen zijn op zich bevestigd aan die pijlers, maar steunen ook in hun ornamenten op de overspanning. Daar waar de overspanning massief aandoet, lijken de leuningen fragiel; zij hebben ook jugendstil-motieven. De leuningen lopen in een hoek door op de walkanten.
De brug is sinds 1997 een rijksmonument vanwege de betonconstructie en sierlijke leuningen. In 1941 leek het erop dat de brug nog plaats moest maken voor een nieuw exemplaar; in het nieuwe stadsplan van toen was een nieuwe brug opgenomen, die er dus nooit kwam. Rutgers is ook de ontwerper van de Boogbrug, Heemraadssingel, ontworpen in dezelfde stijl, eveneens rijksmonument.
In 1907 verrees in de buurt van de brug de Koninginnekerk; die alweer in 1972 werd gesloopt.   

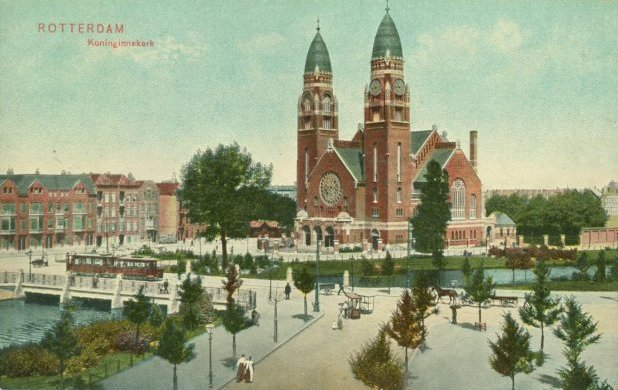
Koninginnekerk met op voorgrond de Boezembrug (circa 1910)